# Stlengis
Stlengis is een geslacht van straalvinnige vissen uit de familie van donderpadden (Cottidae).

## Soorten
- Stlengis distoechus Bolin, 1936
- Stlengis misakia (Jordan & Starks, 1904)
- Stlengis osensis Jordan & Starks, 1904